# Chi Gầm ghì
Chi Gầm ghì (danh pháp: Ducula) là một chi gồm khoảng 37 loài còn tồn tại và 2 loài tuyệt chủng trong họ Columbidae

## Phân loài
- Ducula poliocephala
- Ducula forsteni
- Ducula mindorensis
- Ducula radiata
- Ducula carola
- Ducula aenea (Gầm ghì lưng xanh): được tìm thấy ở Việt Nam tại Biên Hòa, Tây Ninh, Kon Tum, Thừa Thiên, Quảng Trị và Côn Lôn[1]
- Ducula perspicillata
- Ducula concinna
- Ducula pacifica
- Ducula oceanica
- Ducula aurorae
- Ducula galeata
- Ducula rubricera
- Ducula myristicivora
- Ducula pistrinaria
- Ducula whartoni
- Ducula rosacea
- Ducula pickeringii
- Ducula basilica
- Ducula rufigaster
- Ducula finschii
- Ducula chalconota
- Ducula latrans
- Ducula brenchleyi
- Ducula bakeri
- Ducula goliath
- Ducula pinon
- Ducula melanochroa
- Ducula mullerii
- Ducula zoeae
- Ducula badia (Gầm ghì lưng nâu): được tìm thấy ở Việt Nam tại Tam Đảo, Khe Sanh, đèo Hải Vân, Kon Tum và Đà Lạt[2]
- Ducula lacernulata
- Ducula cineracea
- Ducula bicolor (Gầm ghì trắng) được tìm thấy ở Việt Nam tại Côn Lôn[3]
- Ducula luctuosa
- Ducula spilorrhoa
- Ducula subflavescens
- Ducula harrisoni (extinct)
- †Ducula harrisoni
- †Ducula lakeba

## Hình ảnh

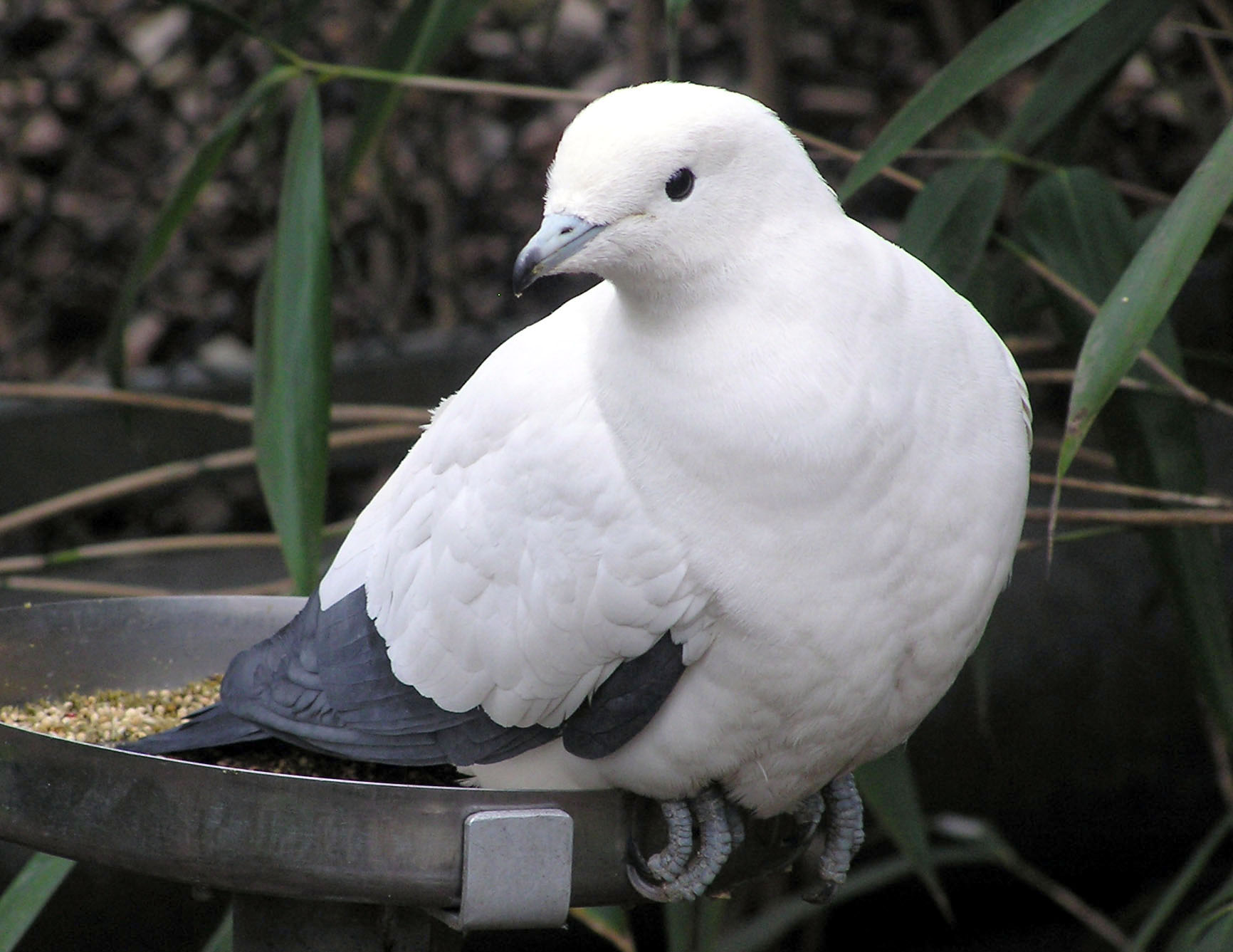
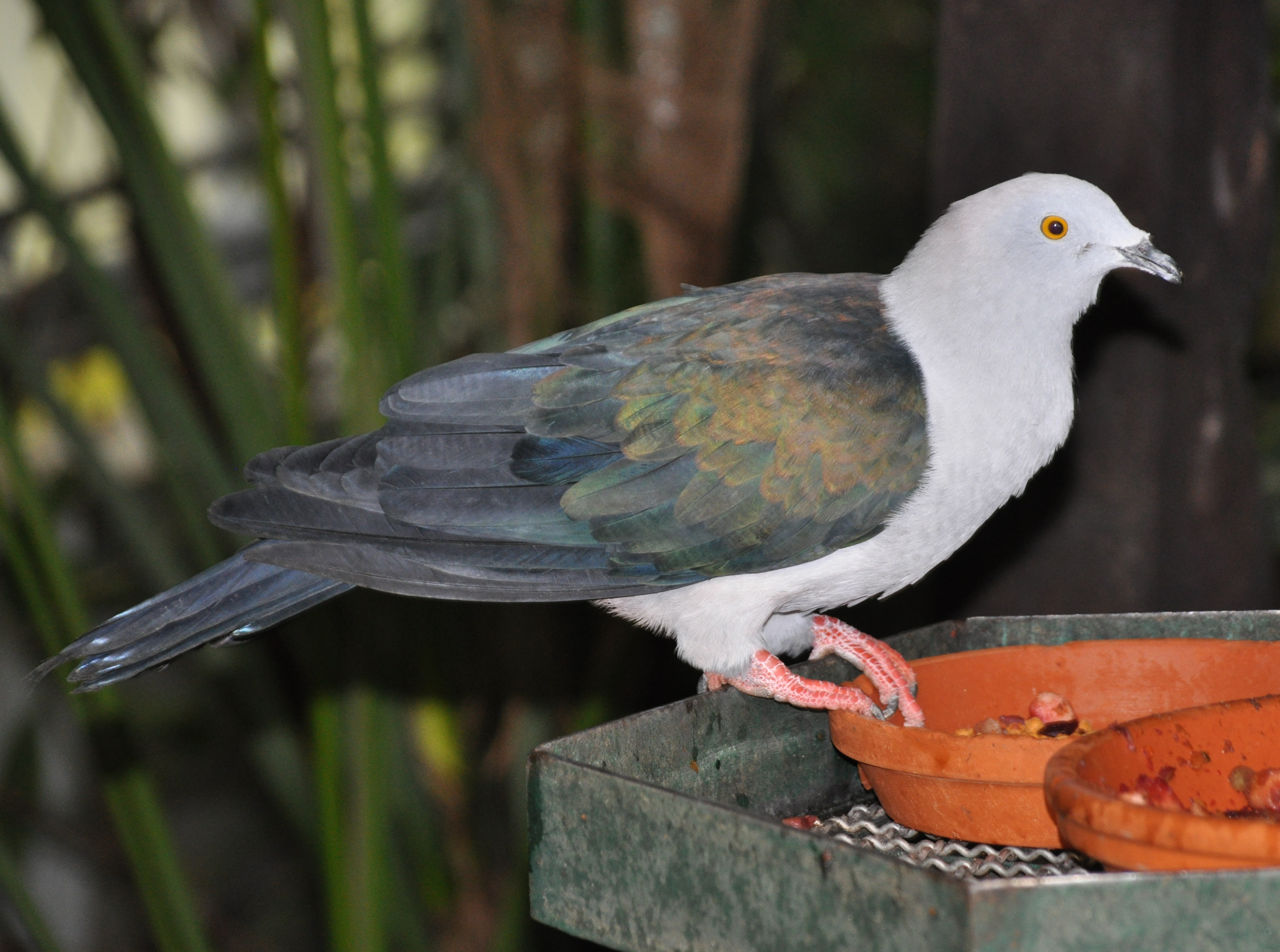
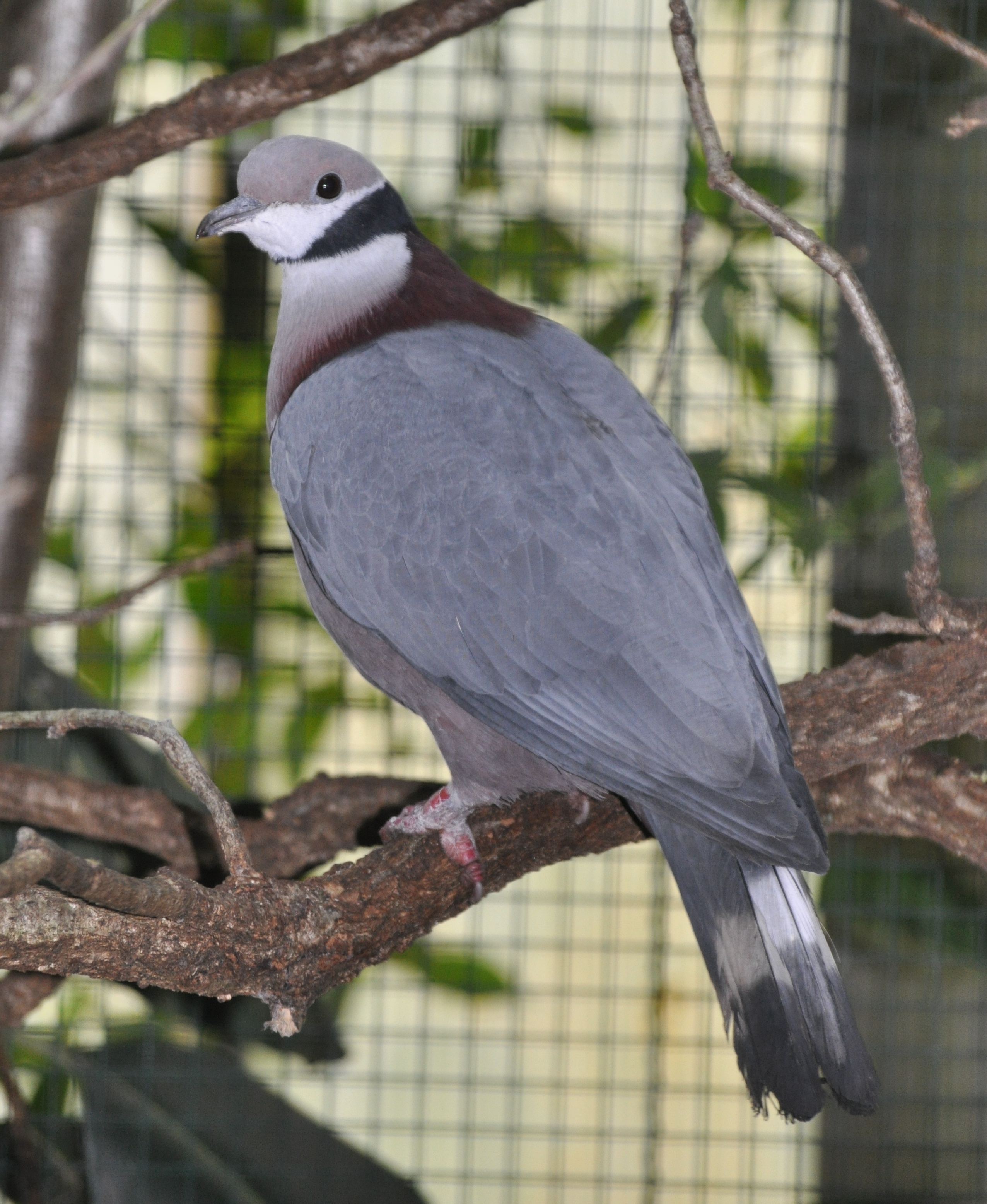
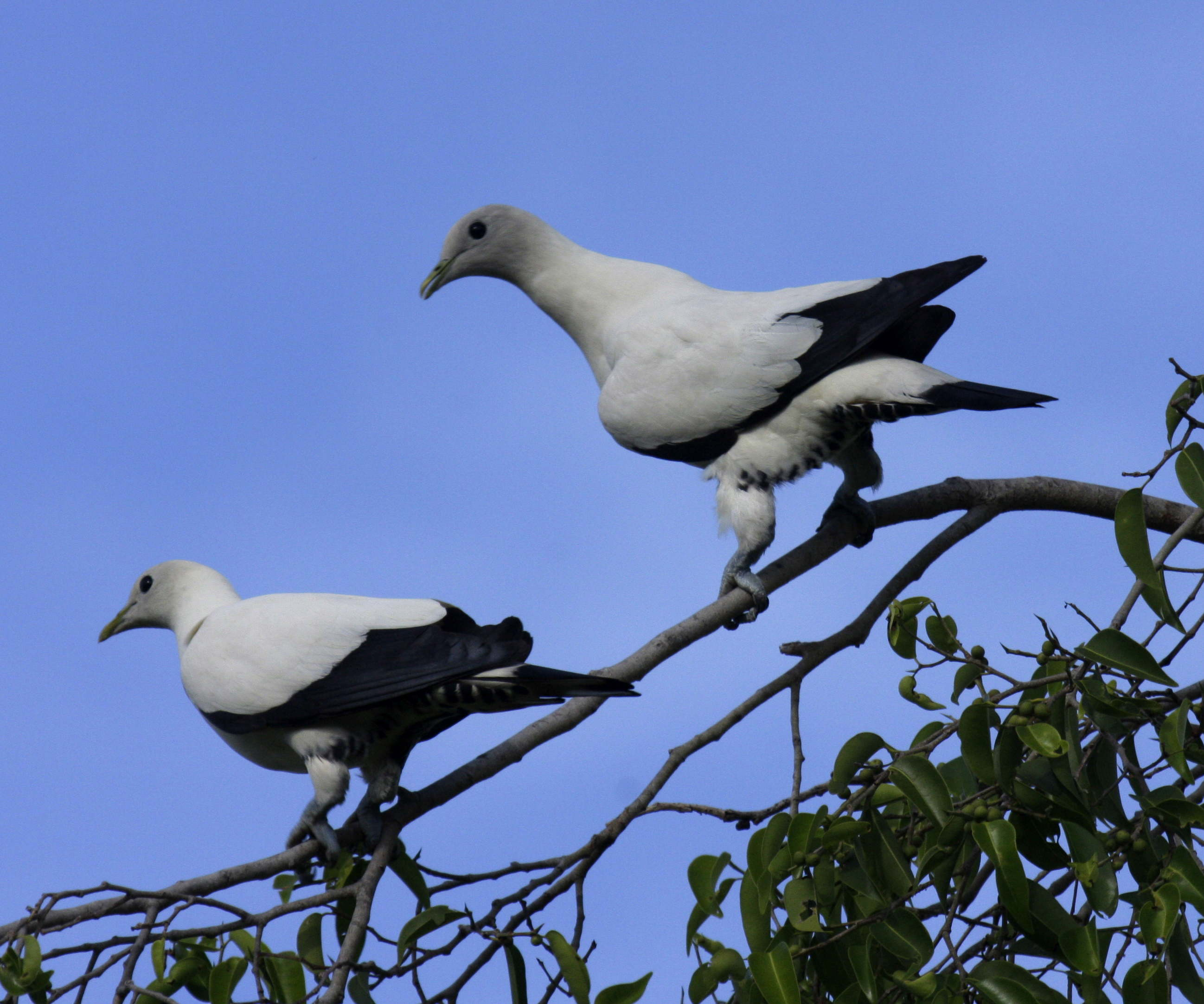